# Рапас де Гап
«Рапас де Гап» (фр. Les Rapaces de Gap) — хокейний клуб з міста Гап, Франція. Заснований у 1937 році.

## Історія
Клуб засновано в місті Гап у 1937 році. У 1945 році клуб вперше провів матчі в чемпіонаті Франції (другий дивізіон). У вищому дивізіоні команда дебютувала у сезоні 1962–63 років.
Під керівництвом чеха Зденека Блахи «Гап» вперше став чемпіоном Франції в 1977 році. Наступного сезону клуб вдруге здобув золоті нагороди. Юнацька команда клубу «Гап» багаторазовий чемпіон Франції саме на період кінця 1970 і до 1989 року прийшовся золотий вік, юнаки різних вікових груп завоювали 21 чемпіонський титул. В той час, як основна команда у 1989 році вибула з Насьйональ 1.
У 1996 році «Гап» повернувся до елітного дивізіону але досить скоро залишив його.
У сезоні 2008–09 «Рапас де Гап» (сучасна назав клубу з 2000 року) повернувся до Ліги Магнус. З наступного сезону і до сезону 2011–12 років, домашні матчі клубу в прямому ефірі транслювались на сайті клубу. Був реконструйований стадіон, трибуни збільшили до 2000 глядачів. 23 жовтня 2012 року президент клубу Жорж Обнінскі оголосив про свою відставку. У 2015 році клуб втретє став чемпіоном Франції, а ще через два роки додав ще одне золото.

## Домашня арена
«Палац Брауна-Феррана» домашній стадіон клубу, відкритий в далекому 1955 році. У 1962 році була введена в експлуатацію холодильна система (на основі аміаку) для виробництва штучного льоду. У 1972 році збідувано дах.
У липні 2007 року ковзанку оновлено та розширено, місткість збільшена до 2000 замість 1800 місць.

## Досягнення
Ліга Магнус (2):
- 1977, 1978, 2015, 2017

Кубок ліги Франції (1):
- 2016